# Vasile Țîra
Vasile Țîra, vagy néhol Vasile Țâra (1940-es évek –) román alezredes, Maros megyei Egységtanács tagja, a Vatra Românească alapító tagja és titkára, a fekete március egyik nevezetes résztvevője.

## Élete
Politikai tisztként és propagandistaként szolgált Nicolae Ceaușescu kommunista vezető uralma idején. 1989 decemberében átállt a felkelőkhöz, és a Maros megyei Nemzeti Megmentési Front Tanácsának tagja lett.
Țâra őrnagy 1990. február 7-én részt vett a Vatra Românească soviniszta (többek közt magyarellenes) szervezet megalapításában. A Cuvântul Liber 1990. február 22-i számában a Maros megyei Egységtanács tagjaként kirohanásokat intézett azon vezetőkkel szemben, akik változásokat sürgettek, így például a káderek leváltását.
1990. március 15-én Szatmárnémetiben magyarellenes retorikával heccelte fel a román tüntetőket, részvételéről egy nappal később be is számolt Marosvásárhelyen. 1990. március 18-án a marosvásárhelyi városházán szónoklatában ismét a magyarok ellen hangolta az ott összegyűlteket.
1990. március 19-én, miután Sütő András távozott a padlásról sokadmagával, Țâra a felheccelt román tömeget az erdélyi író ellen uszította: „Most jön az öreg, vegyétek kezelésbe!” Szintén tőle származik az alábbi mondat: „A katonaság veletek van, és leszámol az irredenta, revizionista horthystákkal.”
Țâra őrnagy 1990. március 22-én, mikor látta, hogy alábbhagy az etnikumok közti csatározás, a Vatra Românească nevében cikket jelentetett meg a Curierul de Vâlceában, Olt megye napilapjában. Olyan valótlan dolgokkal próbálta a magyarokra uszítani a helyieket, minthogy „Marosvásárhelyen polgárháború tört ki”, illetve hogy a magyarok a román lakosok listájával házról házra járják a marosvásárhelyi tömbházakat, ahol a románok otthonait dúlják fel, és „elűzték a polgármestert is”.
Később előléptették alezredessé.